# Barbara Wright (fotografka)
Barbara Wright (Barbara Hamilton-Wright) byla americká fotografka působící na počátku 20. století, byla členkou společnosti Farm Security Administration.

## Život a dílo
Je známa svými sociálními fotografiemi z doby, kdy byla zaměstnaná u agentury Farm Security Administration. Byla mezi skupinou talentovaných fotografů najatých Royem Strykerem, šéfem FSA v letech 1935–1944, právě v době, která je často nazývána „zlatým věkem dokumentární fotografie”. Společnost FSA byla vytvořena v USA v roce 1935 v rámci New Deal. Jejím úkolem bylo v krizi pomáhat proti americké venkovské chudobě. FSA podporovalo skupování okrajových pozemků, práci na velkých pozemcích s moderními stroji a kolektivizaci. Se vstupem USA do druhé světové války však nastala změna: projekt FSA dostal jiné jméno – Office of War Informations (OWI) – a také jiný program. Ve válce musela Americká propaganda ukazovat, jak jsou Spojené státy silné a ne jaké mají potíže. V roce 1948, kdy FSA zanikla, byla dokonce snaha pořízené dokumenty zničit, aby nemohly být použity pro propagandu komunistickou.
V letech 1937 a 1938 podnikla švýcarská fotografka a spisovatelka Annemarie Schwarzenbach svou první cestu do USA, kde doprovázela Barbaru Hamilton-Wright, jako svou přítelkyni, na cestě autem podél východního pobřeží. Cestovaly z Maine až do tradičních jižních států (Deep South) a odtud do uhelných pánví a průmyslových oblastí kolem Pittsburghu. Její fotografie dokumentovaly životy chudých a utlačovaných v těchto regionech.

## Galerie

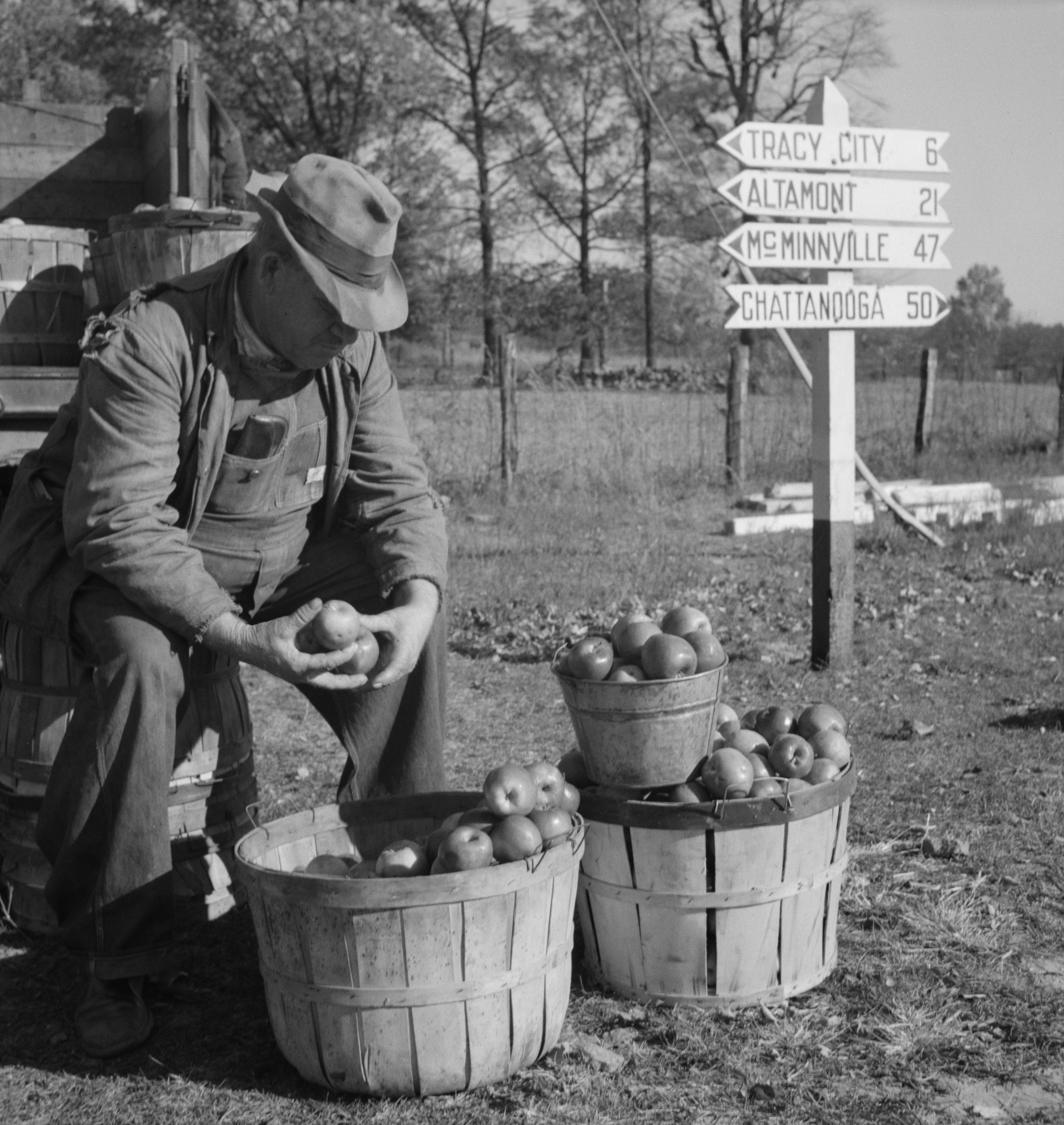
Farmář prodávající jablka na křižovatce, Tennessee, asi 1937
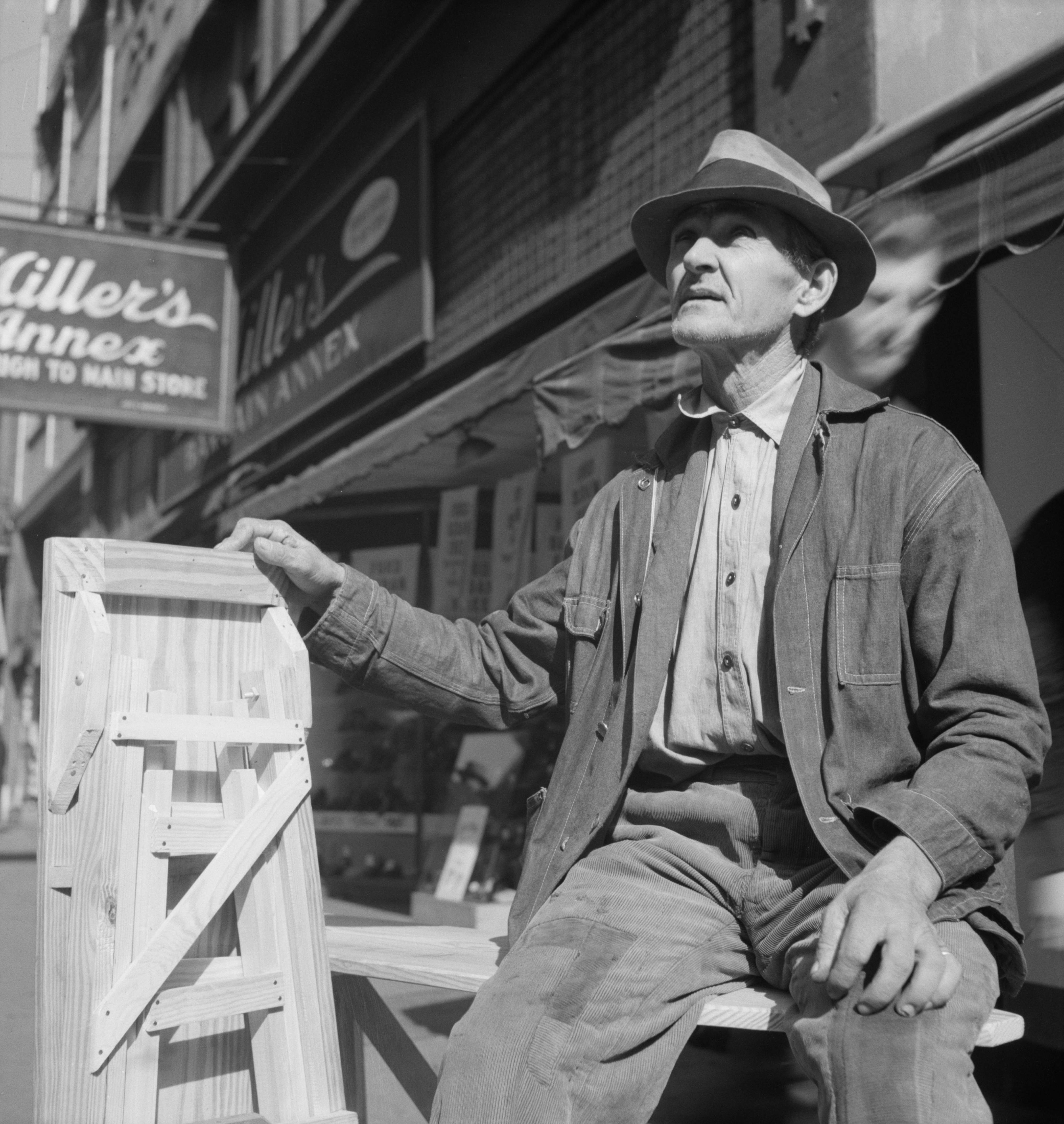
Prodejce na tržišti v Knoxville, Tennessee, USA, asi 1937
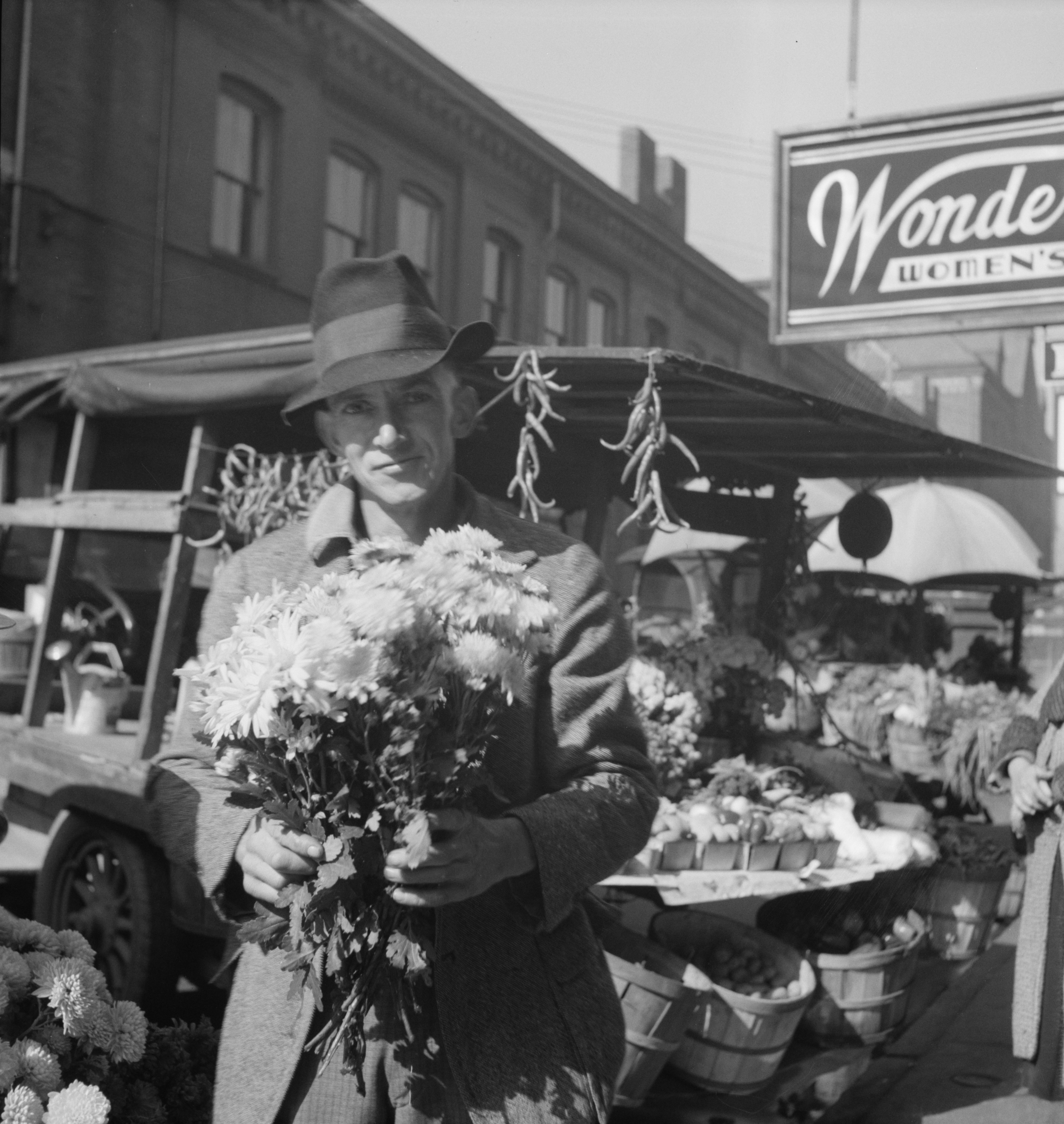
Prodavač květin na tržišti v Knoxville, Tennessee, USA, asi 1937
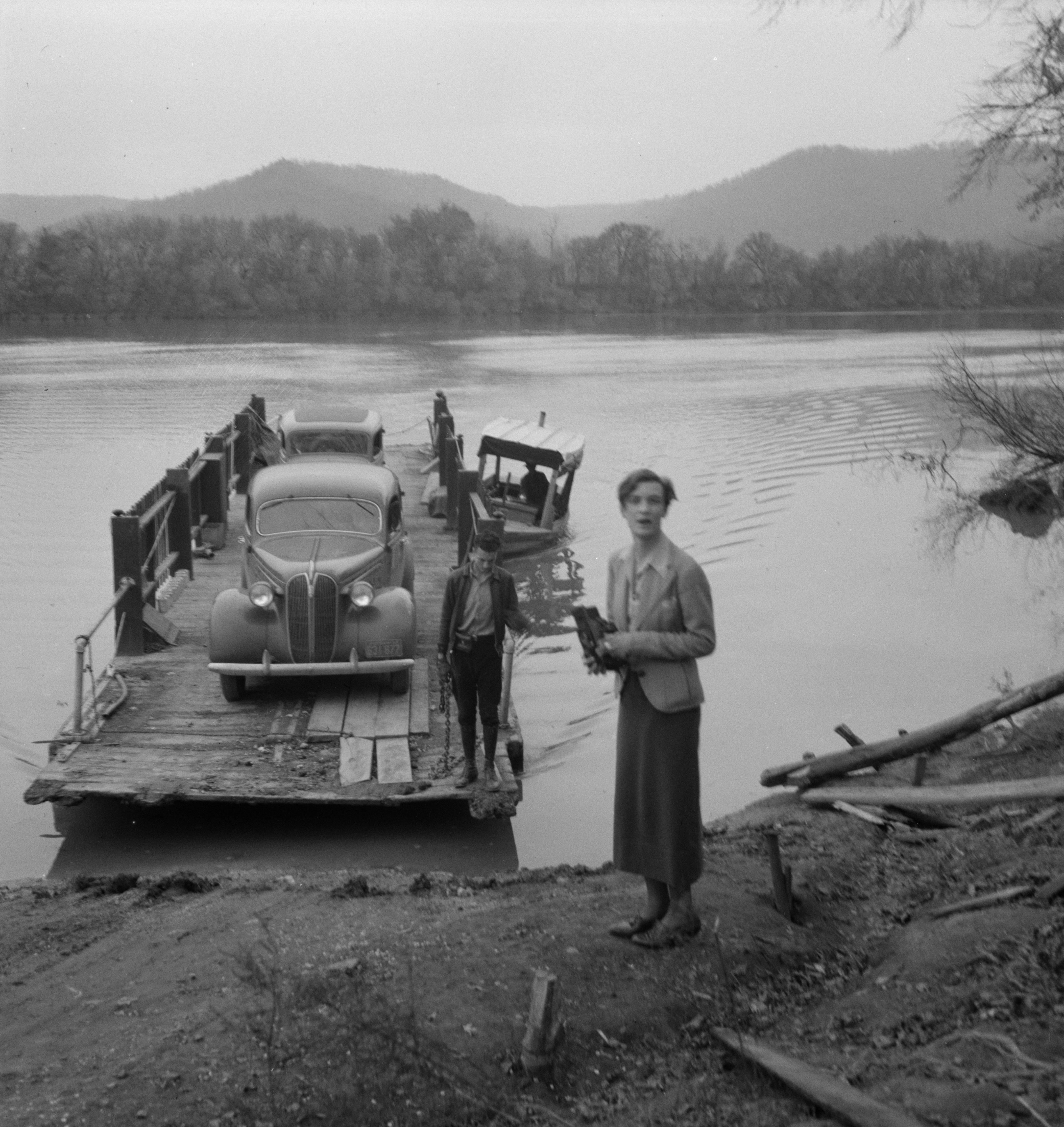
Trajekt se připravuje k převozu přes neznámou řeku v Tennessee, stojící žena je Annemarie Schwarzenbach, asi 1937